# Ivo Preis
Ivo Preis (* 8. November 1929 in Prag; † 12. August 2020 in Frankfurt am Main) war ein deutscher Trompeter und Arrangeur tschechischer Herkunft, der sowohl im Bereich der Klassik als auch des Jazz wirkte.

## Leben und Wirken
Preis studierte von 1951 bis 1958 bei Jaroslav Kolár am Konservatorium seiner Geburtsstadt; bei einem Poll für die besten Bebop-Musiker des Landes wurde er 1952 zweitbester Trompeter.
Zwischen 1954 und 1959 gehörte er zu den Bigbands von Karel Vlach und Karel Krautgartner; dann arbeitete er im Filmsinfonieorchester Prag, um seit 1964 als Führer der Trompeten bei den Prager Sinfonikern zu fungieren. 1968 spielte er ein Album mit klassischen Trompetenkonzerten ein, die 1971 bei Supraphon erschien. Nach der Niederschlagung des Prager Frühlings floh er in die Bundesrepublik Deutschland. 
Eine Beschäftigung bei den Berliner Philharmonikern unter Herbert von Karajan schlug er aus, um als Erster Trompeter im Rundfunkorchester des Hessischen Rundfunks zu arbeiten; er blieb in diesem Klangkörper bis zu dessen Auflösung 1993, um dann bis zu seinem Ruhestand dem Radio-Sinfonieorchester Frankfurt anzugehören. Daneben spielte er weitere Tonträger ein, die veröffentlicht wurden. 1979 war Preis mit dem Bach-Collegium Stuttgart auf Japantournee. Gelegentlich spielte er auch in der hr-Bigband unter Heinz Schönberger. Er ist auch auf Aufnahmen mit eigenen Jazzgruppen (1960, 1965), Karel Vlach, Karel Krautgartner, Ladislav Bezubka und der Frankfurt Jazz Big Band (El Carpincho) zu hören. Auch arrangierte er Jazzstücke für das Sachsenhäuser Akkordeonorchester.

## Lexikalische Einträge
- Jürgen Wölfer: Jazz in Deutschland. Das Lexikon. Alle Musiker und Plattenfirmen von 1920 bis heute. Hannibal, Höfen 2008, ISBN 978-3-85445-274-4.